# Bryum bicolor
Bryum bicolor är en bladmossart som beskrevs av C. Müller 1890. Bryum bicolor ingår i släktet bryummossor, och familjen Bryaceae. Inga underarter finns listade i Catalogue of Life.